# Győri ETO KC
Győri ETO KC (Hongaars: Győri Egyetértés Torna Osztály Kézilabda Club). Is een Hongaars vrouwenhandbalclub uit Győr. Sinds Audi sponsor werd van Győr veranderde de verenigingsnaam naar Győri Audi ETO KC.

## Lijst van trainers
- 1957–1963:  László Stéger
- 1964–1968:  Jenő Kheim
- 0000–1973:  Tompa Zoltán
- 1989–1992:  Lajos Horváth
- 1992–1993:  Tibor Kocsis
- 1993–1994:  Lajos Horváth
- 1994–1996:  Kálmán Róth
- 0000–1996:  István Hikádé
- 1996–2002:  József Vura
- 2002–2007:  Kálmán Róth
- 2007–2011:  Csaba Konkoly
- 2011–2012:  Karl Erik Bøhn
- 2012–2018:  Ambros Martin
- 2018–2021:  Gábor Danyi
- 2021–2023:  Ambros Martin
- 2023- Heden: Per Johansson

## Erelijst

### Nationale competitie
- Landskampioen:
  - (15x) 1957, 1959, 2004/05, 2005/06, 2007/08, 2008/09, 2009/10, 2010/11, 2011/12, 2012/13, 2013/14, 2015/16, 2016/17, 2017/18, 2018/19
- Bekerwinnaar:
  - (15x) 2004/05, 2005/06, 2006/07, 2007/08, 2008/09, 2009/10, 2010/11, 2011/12, 2012/13, 2013/14, 2014/15, 2015/16, 2017/2018, 2018/2019, 2020/2021
- Super Cup:
  - (2x) 2014, 2015

### Europese competitie
- EHF Champions League:
  - (6×) 2013, 2014, 2017, 2018, 2019, 2024

### Andere oorkonden
- Sportploeg van het jaar Hongarije:
  - (3x) 2014, 2017, 2018

## Bekende (oud-)spelers
- Yvette Broch
- Nycke Groot
- Rinka Duijndam
- Kelly Dulfer
- Bo van Wetering
- Dione Housheer

## Referentie
1. ↑  kézitörténelem.hu. www.kezitortenelem.hu. Gearchiveerd op 7 februari 2022. Geraadpleegd op 7 februari 2022.

2.  Line Haugsted ·
4. Eszter Ogonovszky ·
5.  Linn Blohm ·
6. Nadine Schatzl ·
7.  Kari Brattset Dale ·
8.  Anne Mette Hansen  ·
9.  Ana Gros ·
11.  Ryu Eun-hee ·
15.  Stine Bredal Oftedal ·
16.  Silje Solberg ·
19. Alexa Györi ·
21.  Veronica Kristiansen ·
22. Viktória Lukács ·
23. Csenge Fodor ·
27.  Estelle Nze Minko ·
31.  Yvette Broch ·
48. Dorottya Faluvégi ·
80.  Jelena Despotović ·
81. Júlia Farkas ·
89.  Sandra Toft ·
Coach:  Ambros Martín
1.  Laura Glauser ·
5.  Linn Blohm ·
6. Nadine Schatzl ·
7.  Kari Brattset Dale ·
8.  Anne Mette Hansen  ·
11.  Ryu Eun-hee ·
12.  Amandine Leynaud ·
15.  Stine Bredal Oftedal ·
16.  Silje Solberg ·
21.  Veronica Kristiansen ·
22. Viktória Lukács ·
23. Csenge Fodor ·
27.  Estelle Nze Minko ·
45. Noémi Háfra ·
48. Dorottya Faluvégi ·
55. Laura Kürthi ·
77.  Crina Pintea ·
80.  Jelena Despotović ·
81. Júlia Farkas ·
Coach:  Ambros Martín

Resultaten: 1e plaats Nemzeti Bajnokság I – Winnaar Magyar Kupa – 1e plaats EHF Champions League
1.  Laura Glauser ·
2.  Béatrice Edwige ·
5. Laura Kürthi ·
7.  Kari Brattset Dale ·
8.  Anne Mette Hansen ·
12.  Amandine Leynaud ·
13. Anita Görbicz  ·
15.  Stine Bredal Oftedal ·
16.  Silje Solberg ·
18.  Eduarda Amorim Taleska ·
21.  Veronica Kristiansen ·
22. Viktória Lukács ·
23. Csenge Fodor ·
24.  Amanda Kurtović ·
27.  Estelle Nze Minko ·
48. Dorottya Faluvégi ·
57. Szidónia Puhalák ·
Coach: Gábor Danyi

Resultaten: 2e plaats Nemzeti Bajnokság I – Winnaar Magyar Kupa – 3e plaats EHF Champions League
2.  Béatrice Edwige ·
3.  Jana Knedlíková ·
7.  Kari Brattset Dale ·
8.  Anne Mette Hansen ·
12.  Amandine Leynaud ·
13. Anita Görbicz  ·
15.  Stine Bredal Oftedal ·
18.  Eduarda Amorim ·
21.  Veronica Kristiansen ·
23. Csenge Fodor ·
24.  Amanda Kurtović ·
27.  Estelle Nze Minko ·
32.  Katarina Bulatović ·
33. Bernadett Bódi ·
48. Dorottya Faluvégi ·
57. Szidónia Puhalák ·
73. Éva Kiss ·
85.  Kari Aalvik Grimsbø ·
Coach: Gábor Danyi

Resultaten: geannuleerd Nemzeti Bajnokság I – 1/8 finale (afgelast) Magyar Kupa – 1/4 finale (afgelast) EHF Champions League
3.  Jana Knedlíková ·
4. Sara Afentaler ·
7.  Kari Brattset ·
8.  Anne Mette Hansen ·
9.  Mathilde Kristensen ·
10.  Nora Mørk ·
12.  Amandine Leynaud ·
13. Anita Görbicz  ·
14. Tamara Pál ·
15.  Stine Bredal Oftedal ·
18.  Eduarda Amorim ·
21.  Veronica Kristiansen ·
23. Zsuzsanna Tomori ·
27.  Nycke Groot ·
32. Csenge Fodor ·
33. Bernadett Bódi ·
73. Éva Kiss ·
77.  Crina Pintea ·
85.  Kari Aalvik Grimsbø ·
Coach: Gábor Danyi

Resultaten: kampioen Nemzeti Bajnokság I – winnaar Magyar Kupa – winnaar EHF Champions League
3.  Jana Knedlíková ·
6. Emőke Varga ·
8.  Anne Mette Hansen ·
10.  Nora Mørk ·
13. Anita Görbicz  ·
14. Tamara Pál ·
15.  Stine Bredal Oftedal ·
18.  Eduarda Amorim ·
20.  Anja Althaus ·
23. Zsuzsanna Tomori ·
27.  Nycke Groot ·
31.  Yvette Broch ·
33. Bernadett Bódi ·
57. Szidónia Puhalák ·
73. Éva Kiss ·
85.  Kari Aalvik Grimsbø ·
99.  Mireya González ·
Coach:  Ambros Martín

Resultaten: kampioen Nemzeti Bajnokság I – winnaar Magyar Kupa – winnaar EHF Champions League
3.  Jana Knedlíková ·
5.  Heidi Løke ·
6. Emőke Varga ·
8. Anette Emma Hudak ·
9. Júlia Harsfalvi ·
10.  Nora Mørk ·
11. Dorina Korsós ·
13. Anita Görbicz  ·
14. Tamara Pál ·
18.  Eduarda Amorim ·
23. Zsuzsanna Tomori ·
27.  Nycke Groot ·
31.  Yvette Broch ·
33. Bernadett Bódi ·
57. Szidónia Puhalák ·
66.  Asma Elghaoui ·
73. Éva Kiss ·
85.  Kari Aalvik Grimsbø ·
Coach:  Ambros Martín

Resultaten: kampioen Nemzeti Bajnokság I – finale Magyar Kupa – winnaar EHF Champions League
3.  Jana Knedlíková ·
4.  Ida Alstad ·
5.  Heidi Løke ·
9. Júlia Harsfalvi ·
11. Dorina Korsós ·
13. Anita Görbicz ·
14. Anikó Kovacsics ·
15.  Linn Jørum Sulland ·
17. Rita Lakatos ·
18.  Eduarda Amorim ·
21. Szimonetta Planéta ·
22. Adrienn Orbán ·
23. Zsuzsanna Tomori ·
27.  Nycke Groot ·
31.  Yvette Broch ·
33. Bernadett Bódi ·
73. Éva Kiss ·
85.  Kari Aalvik Grimsbø ·
96. Gabriella Tóth ·
Coach:  Ambros Martín

Resultaten: kampioen Nemzeti Bajnokság I – winnaar Magyar Kupa – finale EHF Champions League
1.  Katrine Lunde ·
3.  Jana Knedlíková ·
5.  Heidi Løke ·
7.  Tamires Morena Lima ·
8.  Anna Sen ·
10.  Susann Müller ·
11. Dorina Korsós ·
12. Orsolya Herr ·
13. Anita Görbicz ·
14. Anikó Kovacsics ·
15.  Macarena Aguilar ·
18.  Eduarda Amorim ·
21. Szimonetta Planéta ·
22. Adrienn Orbán ·
24. Ivett Szepesi ·
30.  Vesna Milanović-Litre ·
31. Ágnes Hornyák ·
33. Bernadett Bódi ·
77. Kyra Csapó ·
85.  Kari Aalvik Grimsbø (vanaf 2015/02) ·
87.  Jelena Grubišić ·
Coach:  Ambros Martín

Resultaten: 2e plaats Nemzeti Bajnokság I – winnaar Magyar Kupa – 1/4 finale EHF Champions League
1.  Katrine Lunde ·
5.  Heidi Løke ·
8. Dóra Hornyák ·
11. Dorina Korsós ·
12. Orsolya Herr ·
13. Anita Görbicz ·
14. Anikó Kovacsics ·
18.  Eduarda Amorim ·
19. Viktória Rédei Soós ·
20.  Raphaëlle Tervel ·
22. Adrienn Orbán ·
24. Ivett Szepesi ·
25. Szederke Sirián ·
31. Ágnes Hornyák ·
32.  Katarina Bulatović ·
33. Bernadett Bódi ·
Coach:  Ambros Martín

Resultaten: kampioen Nemzeti Bajnokság I – winnaar Magyar Kupa – winnaar EHF Champions League
1.  Katrine Lunde ·
4.  Jovanka Radicevic ·
5.  Heidi Løke ·
8. Dóra Hornyák ·
11. Dorina Korsós ·
12. Orsolya Herr ·
13. Anita Görbicz ·
14. Anikó Kovacsics ·
18.  Eduarda Amorim ·
19. Viktória Rédei Soós ·
20.  Raphaëlle Tervel ·
21. Zsofi Szemerey ·
22. Adrienn Orbán ·
24. Ivett Szepesi ·
25. Szederke Sirián ·
31. Ágnes Hornyák ·
77.  Andrea Lekić ·
Coach:  Ambros Martín

Resultaten: kampioen Nemzeti Bajnokság I – winnaar Magyar Kupa – winnaar EHF Champions League
1.  Katrine Lunde Haraldsen ·
2. Eszter Tóth ·
3. Szimonetta Planéta ·
4.  Jovanka Radičević ·
5.  Heidi Løke ·
6. Orsolya Vérten ·
7. Fruzsina Palkón ·
8. Ivett Kurucz ·
9. Orsolya Pelczeder ·
10. Kristina Barany ·
11. Nadine Schatzl ·
12. Zsófi Szemerey ·
13. Anita Görbicz ·
14. Anikó Kovacsics ·
16. Katalin Pálinger ·
18.  Eduarda Amorim ·
21. Bettina Pasztor · 
22. Adrienn Orbán ·
31. Ágnes Hornyák ·
66.  Ana Gros ·
77.  Andrea Lekić ·
Coach:  Karl Erik Bøhn

Resultaten: kampioen Nemzeti Bajnokság I – winnaar Magyar Kupa – finale EHF Champions League
1.  Katrine Lunde Haraldsen ·
2. Eszter Tóth ·
3. Szimonetta Planéta ·
4. Ivett Kurucz ·
5. Fruzsina Palkó ·
6. Orsolya Vérten ·
7.  Katarína Mravíková ·
9. Patricia Szölösi ·
10. Krisztina Bárány ·
12. Bettina Pásztor ·
13. Anita Görbicz ·
14. Anikó Kovacsics ·
15.  Aurelia Brădeanu ·
16. Katalin Pálinger ·
18.  Eduarda Amorim ·
22. Adrienn Orbán ·
31. Ágnes Hornyák ·
66.  Ana Gros ·
80.  Simona Spiridon ·
Coach: Csaba Konkoly

Resultaten: kampioen Nemzeti Bajnokság I – winnaar Magyar Kupa – 1/2 finale EHF Champions League
1. Viktória Oguntoye ·
2. Zsuzsanna Tomori ·
3. Szimonetta Planéta ·
4. Dóra Deáki ·
5. Anett Kisfaludy ·
6. Orsolya Vérten ·
7.  Katarína Mravíková ·
8. Orsolya Szegedi ·
9. Patricia Szölösi ·
11. Boglárka Hosszu ·
12. Vivien Víg ·
13. Anita Görbicz ·
14. Anikó Kovacsics ·
15.  Aurelia Brădeanu ·
16. Katalin Pálinger ·
18.  Eduarda Amorim ·
22. Adrienn Orbán ·
27. Szabina Mayer ·
31. Ágnes Hornyák ·
80.  Simona Spiridon ·
Coach: Csaba Konkoly

Resultaten: kampioen Nemzeti Bajnokság I – winnaar Magyar Kupa – 1/2 finale EHF Champions League
1. Viktória Oguntoye ·
2. Zsuzsanna Tomori ·
4. Dóra Deáki ·
6. Orsolya Vérten ·
7.  Katarína Mravíková ·
9. Patricia Szölösi ·
11. Szabina Karnik ·
12. Orsolya Herr ·
13. Anita Görbicz ·
14. Anikó Kovacsics ·
15.  Aurelia Brădeanu ·
16. Katalin Pálinger ·
18. Bernadett Horvath ·
25. Anita Herr ·
27. Szabina Mayer ·
33.  Gabriela Rotis-Nagy ·
80.  Simona Spiridon ·
Boglárka Hosszu ·
Anett Kisfaludy ·
Coach: Csaba Konkoly

Resultaten: kampioen Nemzeti Bajnokság I – winnaar Magyar Kupa – finale EHF Champions League